# Liste der Monuments historiques in Argançon
Die Liste der Monuments historiques in Argançon führt die Monuments historiques in der französischen Gemeinde Argançon auf.

## Liste der Objekte
| Bezeichnung                    | Beschreibung               | Standort                                | Kennzeichnung | Schutzstatus | Datum | Bild |
| ------------------------------ | -------------------------- | --------------------------------------- | ------------- | ------------ | ----- | ---- |
| Grabstein für Jean de La Salle | Kalkstein, bezeichnet 1649 | in der Kirche St-Pierre-ès-Liens (Lage) | PM10000037    | Classé       | 1913  |      |